# Кубок Шпенглера 2006
Кубок Шпенглера 2006 — 80-й традиционный турнир Кубок Шпенглера. Проводился с 26 по 31 декабря 2006 года в швейцарском Давосе. В турнире принимали участие пять команд, из них  впервые воскресенский  «Химик» и шведский «Мора». Победителями турнира стали хозяева, хоккеисты «Давоса», в 14-й раз в своей истории выигравшие этот трофей.

## Регламент
На предварительном этапе 5 команд играют однокруговой турнир. Если основное время матча заканчивается вничью, то назначается овертайм до первой заброшенной шайбы продолжительностью 5 минут. Если и овертайм не выявляет победителя, то назначается серия буллитов по 5 штрафных бросков. За любую победу (в основное время, в овертайме или в серии буллитов) команде начисляется 2 очка, за поражение в овертайме или серии буллитов — 1 очко, за поражение в основное время — 0 очков.
Команды, занявшие в ходе предварительного этапа два первых места, выходят в финал, в котором разыгрывают Кубок.

## Результаты

### Предварительный этап
26 декабря. «Айсберен» (Берлин) — «Давос» 1:4 (1:0, 0:2, 0:2)
26 декабря. Канада — «Мора» 4:3 по буллитам (1:1, 1:1, 1:1, 0:0)
27 декабря. «Мора» — «Химик» 5:0 (1:0, 2:0, 2:0)
27 декабря. «Давос» — Канада 3:6 (2:2. 0:2, 1:2)
28 декабря. «Давос» — «Мора» 4:1 (1:0, 1:0, 2:1)
28 декабря. «Айсберен» (Берлин) — «Химик» 4:1 (1:0, 2:1, 1:0)
29 декабря. «Химик» — Канада 5:0 (3:0, 2:0, 0:0)
29 декабря. «Мора» — «Айсберен» (Берлин) 6:1 (2:0, 1:0, 3:1)
30 декабря. Канада — «Айсберен» (Берлин) 5:2 (2:0, 1:2, 2:0)
30 декабря. «Химик» — «Давос» 3:2 ОТ (1:0, 0:1, 1:1, 1:0)
|   |          | И | В | ВО | ПО | П | Шайбы   | О |
| - | -------- | - | - | -- | -- | - | ------- | - |
| 1 | Канада   | 4 | 2 | 1  | 0  | 1 | 15 — 13 | 6 |
| 2 | Давос    | 4 | 2 | 0  | 1  | 1 | 13 — 11 | 5 |
| 3 | Мора     | 4 | 2 | 0  | 1  | 1 | 15 — 9  | 5 |
| 4 | Химик    | 4 | 1 | 1  | 0  | 2 | 9 — 11  | 4 |
| 5 | Айсберен | 4 | 1 | 0  | 0  | 3 | 8 — 16  | 2 |

### Финал
| 31 декабря 2006 | Давос | 3 : 2 (1:2, 0:0, 2:0) | Канада | Вайллант Арена, Давос Зрителей: 7080 |

| Отчёт                                                                                         | Отчёт               | Отчёт                                                                  | Отчёт      | Отчёт                    |
| --------------------------------------------------------------------------------------------- | ------------------- | ---------------------------------------------------------------------- | ---------- | ------------------------ |
|                                                                                               |                     |                                                                        |            |                          |
|                                                                                               | Йонас Хиллер        | Вратари                                                                | Адам Мунро | Судьи: Райбер Вирт Верли |
|                                                                                               | Голы:               |                                                                        |            | Судьи: Райбер Вирт Верли |
| Робин Лебланк (С.Рицци) 14:01 Эро Сомервуори (А.Амбюль, Р.фон Аркс) 43:45 Андрес Амбюль 49:09 | 0:1 0:2 1:2 2:2 3:2 | 06:18 Марио Скалцо (Д.Питтис) 09:54 Джейсон Дойг (К.Херпергер, С.Рест) |            | Судьи: Райбер Вирт Верли |
|                                                                                               |                     |                                                                        |            | Судьи: Райбер Вирт Верли |
|                                                                                               |                     |                                                                        |            | Судьи: Райбер Вирт Верли |
|                                                                                               |                     |                                                                        |            | Судьи: Райбер Вирт Верли |
| 16 мин                                                                                        | Штраф               | 10 мин                                                                 |            | Судьи: Райбер Вирт Верли |
|                                                                                               |                     |                                                                        |            |                          |
|                                                                                               |                     |                                                                        |            |                          |

## Символическая сборная турнира
Вратарь:  Константин Барулин (Химик),
Защитники:  Ник Науменко (Давос) -  Ярно Култанен (Мора),
Нападающие:  Мишель Ризен (Давос) -   Павел Брендл (Мора) -   Александр Дэйгл (Давос).